# Max Thurn
Max Hermann Otto Friedrich Thurn (* 27. Oktober 1896 in Hamburg; † 22. Juli 1969 ebenda) war ein deutscher Dirigent. Er wirkte unter anderem als Chorleiter an der Hamburgischen Staatsoper und ist der Mitbegründer des Knabenchors des Norddeutschen Rundfunks (NDR).

## Leben

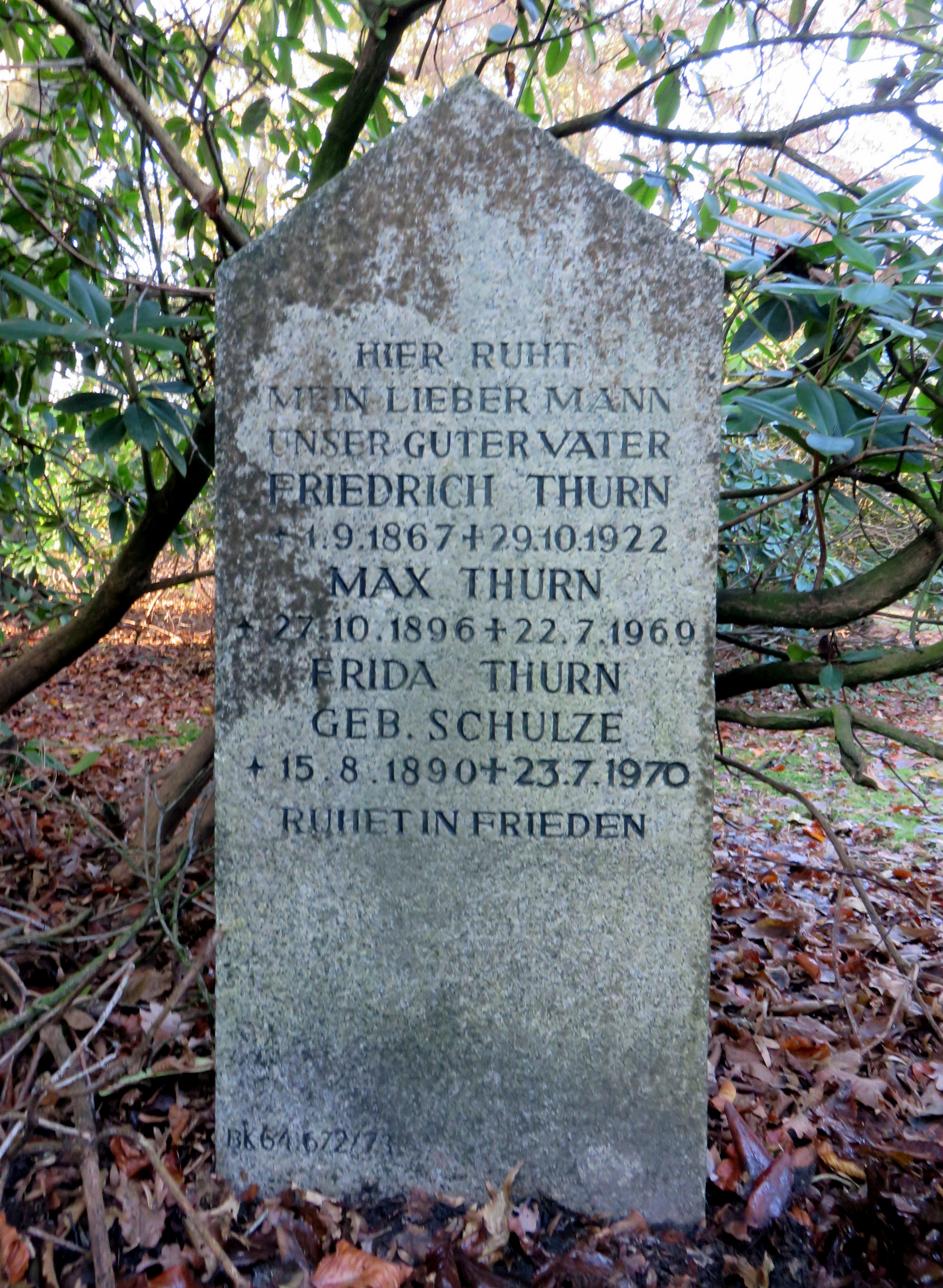
Grab Max Thurn auf dem Friedhof Ohlsdorf

Max Thurn war von 1946 bis 1965 Chorleiter an der Hamburgischen Staatsoper. Für das NDR-Programm nahm er ab 1953 mit seinem Operchor, dem NDR-Sinfonieorchester und diversen damaligen überregional bekannten Gesangssolisten (wie Erich Wenk, Lotte Wolf-Matthäus, Hans Joachim Rotzsch, Margot Guilleaume, Ursula Zollenkopf) unter anderem eine große Anzahl der Kantaten Johann Sebastian Bachs auf. Die Mono-Aufnahmen werden heute auch aufgrund ihres unzeitgemäßen Stils nur noch selten gesendet.
1960 gründete Thurn zusammen mit Horst Sellentin den Knabenchor des NDR. Außerdem übernahm er die Choreinstudierung für zahlreiche Schallplattenaufnahmen. Auch seine Rundfunkaufnahmen wurden später auf Schallplatten und CDs veröffentlicht, z. B. die aus dem Jahr 1953 stammende Ariola-Gesamtaufnahme von Tosca mit Rudolf Schock (1981) oder die im selben Jahr aufgenommene Lohengrinaufführung, an der neben Schock auch Gottlob Frick mitwirkte (1995).
Trotz seiner historischen Bedeutung insbesondere für die Wiedergabe der Bachschen Kantaten (ca. 80 Aufnahmen von 1953 bis 1962 im NDR), ist Max Thurns Wirken heute nahezu vergessen.
Max Thurn fand seine letzte Ruhe auf dem Hamburger Friedhof Ohlsdorf im Planquadrat Bk 64 südöstlich von Kapelle 12.

## Diskografie

### Dirigent
- Ich bin nur ein armer Wandergesell; Künneke, Eduard. - Hamburg: Fonoteam; Hamburg: BMG Ariola Hamburg, Vertrieb, 1986

### Choreinstudierung
- Lohengrin; Wagner, Richard. - Köln: EMI-Electrola, 1995
- Aufstieg und Fall der Stadt Mahagonny; Weill, Kurt. - Frankfurt (Main): CBS-Schallplatten, 1988
- Höhepunkte aus La Traviata; Verdi, Giuseppe. - Hamburg: Karussell; Hamburg: Polygram-Musik-Vertrieb, 1986
- Vor meinem Vaterhaus; Hamburg: Fonoteam; Hamburg: RCA-Schallplatten, 1982
- Fra Diavolo; Auber, Daniel-François-Esprit. - München: BMG Ariola München, 1982
- Tosca; Puccini, Giacomo. - Gütersloh, München: Ariola-Eurodisc, 1981
- Die Macht des Schicksals; Verdi, Giuseppe. - Gütersloh, München: Ariola-Eurodisc, 1981